# Aphelenchoides vaughani
Aphelenchoides vaughani is een rondwormensoort uit de familie van de Aphelenchoididae. De wetenschappelijke naam van de soort is voor het eerst geldig gepubliceerd in 1979 door Maslen.